# John Lorber
John Lorber (1915-1996) va ser professor de pediatria a la Universitat de Sheffield des del 1979 fins a la seva jubilació el 1981. Va treballar a l'Hospital Infantil de Sheffield, on es va especialitzar en treballs sobre l'espina bífida. També va escriure sobre el tema de l'ètica mèdica sobre l'ús d'una intervenció mèdica intensiva per a nadons amb discapacitat severa.

## Ètica mèdica i intervenció quirúrgica neonatal
Als anys 70, Lorber va ser un dels primers defensors de la intervenció quirúrgica neonatal en casos de la forma mielomeningocele d'espina bífida. El treball publicat per Lorber que defensava tractaments, juntament amb les opinions oposades de Raymond Duff i AGM Campbell, es van convertir en veus importants en el debat sobre l'ètica de retenir l'atenció mèdica. No obstant això, a mitjan anys vuitanta, la posició de Lorber havia canviat en funció dels resultats insatisfactoris a llarg termini i, en canvi, va donar suport a un tractament d'infermeria normal, amb cura per evitar dolor i molèsties. Aquesta posició va ser criticada pels grups provida.

## És realment necessari el vostre cervell?
El 1980, Roger Lewin va publicar un article a Science, "Is Your Brain Really Necessary?", sobre els estudis de Lorber sobre les pèrdues de l'escorça cerebral. Va incloure un informe de Lorber, mai publicat en cap revista científica, sobre el cas d'un estudiant de la Universitat de Sheffield que tenia un coeficient intel·lectual mesurat de 126 i va superar un títol de Matemàtiques però que gairebé no tenia cap matèria cerebral discernible des del seu còrtex, ja que aquesta s'havia vist ser extremadament reduïda per la hidrocefàlia. L'article va conduir a l'emissió d'un documental del mateix títol per lae Yorkshire Television, tot i que tractava d'un pacient diferent que tenia una massa cerebral normal distribuïda de forma estranya en un crani molt gran. La pressió del fluid li va augmentar el crani. I el seu cervell estava molt estès, cobrint tot el cervell i tenia prou gruix per tenir uns 2000 centímetres cúbics de cervell; es distribuïa molt estranyament en un crani anormalment gran. Així, tot i que se li va dir tota la vida que només tenia un 15% de la massa cerebral normal, les persones que li havien dit això no havien tingut en compte la forma del seu crani. S'han proposat explicacions per a la situació del primer estudiant, amb els revisors que van assenyalar que les exploracions de Lorber van demostrar que la massa cerebral del subjecte no estava absent, sinó compactada en el petit espai disponible, possiblement comprimit a una densitat més gran que el teixit cerebral normal.